# 持続可能な開発のための教育の10年
「持続可能な開発のための教育の10年（じぞくかのうなかいはつのためのきょういくの10ねん、英: Decade of Education for Sustainable Development）」は、持続可能な開発（持続可能な発展、Sustainable Development)の実現をめざす教育である「持続可能な開発のための教育」への取り組みを推進するよう国際連合が各国政府に働きかけたキャンペーンである。実施期間は2005年から2014年まで。「持続可能な開発のための教育」の英語表記はEducation for Sustainable Development（ESD）であるため、「ESDの10年」と呼ばれることもある。また、国際連合（United Nations）を付してUNDESD（アンデスド、United Nations Decade of Education for Sustainable Development）とも表記される。

## 経緯
「持続可能な開発」という考え方は、1987年、ノルウェーの首相グロ・ハーレム・ブルントラントを委員長とする「環境と開発に関する世界委員会」が提唱した。「将来の世代のニーズを満たしつつ、現在の世代のニーズも満足させるような開発」と位置付けられている。1992年、国連環境開発会議が、アジェンダ21を採択し、その後ユネスコが中心になり啓蒙活動を推進した。
日本では、持続可能な開発のための教育の10年推進会議（通称ESD-J）というNPOがある。この団体は、環境、人権、開発、平和、国際理解、福祉など、分野を超えてESDに取り組む多くの団体が参加するネットワーク型のNPOであり、民間の立場から積極的にESDの推進を目指している。なお、ESDは、学校教育だけでなく、社会教育や、企業内研修など、あらゆる機会に推進されることが期待されている。